# St.-Michael-Straße 7 (Ingolstadt)
Die St.-Michael-Straße 7 ist ein ehemaliges Kleinbauernhaus mit Gaststätte im Ingolstädter Stadtteil Etting. Der erdgeschossige, giebelständige Satteldachbau mit Putzgliederung aus der Mitte des 19. Jahrhunderts ist unter der Nummer D-1-61-000-535 als Denkmalschutzobjekt in der Liste des Bayerischen Landesamtes für Denkmalpflege eingetragen.